# Luribayomys
Luribayomys masticator
Genre
Espèce
Luribayomys masticator, seul représentant du genre Luribayomys, est une espèce éteinte de rongeurs.
Elle a été découverte dans l'Oligocène supérieur de Bolivie.